# Chillin' at the Grotto
Chillin' at the Grotto är en låt och en singel av den finska hiphopgruppen Kwan som kommer från albumet The Die Is Cast, 2002.
På låten medverkar The Rasmus sångare Lauri Ylönen samt Killers sångare Siiri Nordin.

## Låtar på singeln
1. Chillin' at the Grotto [edit]
2. Shine [Alkaline Elixir Remix]
3. Video: Shine